# No Recreio
No Recreio é uma canção composta pelo cantor e compositor brasileiro Nando Reis, gravada originalmente pela cantora Cássia Eller para o seu álbum Com Você... Meu Mundo Ficaria Completo de 1999, mas que acabou ficando de fora e foi lançada anos depois, no disco póstumo Dez de Dezembro de 2002. A canção foi lançada como o primeiro single do álbum em 6 de dezembro de 2002.  Nando Reis gravou a canção em seu álbum Para Quando o Arco-Íris Encontrar o Pote de Ouro de 2000.
Em 10 de dezembro de 2002, no dia do aniversário de 40 anos de Cássia, o videoclipe oficial da canção estreou no programa Central MTV do canal MTV Brasil. O clipe é composto de vídeos caseiros de Cássia e sua companheira Maria Eugênia com o filho Chicão desde o seu nascimento.

## Créditos
- Cássia Eller – voz
- Nando Reis – violão
- Walter Villaça – guitarra
- Fernando Nunes – baixo
- Lan Lan – cuíca, triângulo, percussão, lata, timbau
- Paulo Calazans – orgão
- João Viana – bateria[5]